# IRS-1A
IRS-1A — первый индийский спутник дистанционного зондирования (ДЗЗ), запущенный Индийской организацией космических исследований (ИОКИ) в 1988 году с ракетой-носителем «Восток-2М» с космодрома Байконур. Это была частично оперативная, частично экспериментальная миссия, запущенная с целью получения Индией опыта в области создания спутниковых снимков.
Его назначением было проведения исследований Земли и, в частности, территории Индии для получения данных, используемых в сельском хозяйстве, лесном хозяйстве, геологии и гидрологии.

## История
Происхождение индийского спутника можно проследить до 10 мая 1972 года, когда было подписано соглашение о сотрудничестве между Индией и СССР. Первый Индийский спутник Ариабхата был запущен 19 апреля 1975 года. Затем в 1979 и 1981 годах были запущены BHASKARA 1 и 2. Технологий и инфраструктура полученные и разработанные в этих миссиях были использованы для создания и IRS-1A. В 1982 году в Индии создается Национальная система управления природными ресурсам( англ. National  Natural  Resources  Management  System  (NNRMS)), которая разрабатывает сразу несколько задач и проектов исследования оценки и управления природными ресурсами страны. Для решения поставленных конкретных задач в мае 1983 года поступил заказ на разработку спутника ДЗЗ Индии. 
В 1988 году было принято решение для запуска использовать стартовую площадку Байконура.
Спутник был запущен 17 марта 1988 года. 
После старта возникли небольшие проблемы с ориентацией аппарата, но уже на следующий день данные стали приходить на Землю.
Спутник позиционировался как экспериментальный, но его показатели были хороши, а его данные активно использовались 8 лет в течение всего срока службы спутника.
В июле 1996 года спутник закончил работу.

## Конструкция
Аппарат был сконструирован на базе универсальной платформы I-1K. Масса спутника составляла 975 кг. Спутник имел две солнечных батареи, трехосную систему стабилизации и 16 маневровых двигателей на гидразине в качестве топлива.
В качестве полезной нагрузки использовалось две автоматических сканирующих системы, работающие в видимом и инфракрасном диапазонах:LISS-I и LISS-II (Linear Imaging Self-Scanned Sensors).
LISS-I имел разрешение 72,5 метра с полосой сканирования 148 км. LISS-II имел две отдельных камеры, LISS-II A и LISS-II B, с разрешением 36,25 м. каждый и установлен на космическом аппарате таким образом, чтобы обеспечить суммарную полосу сканирования 146,98 км. Диапазон 0,45-0,52, 0,52-0,59, 0,62-0,68 и 0,77-0,86 микрометра.